# 폴로니아 비톰

폴로니아 비톰(Polonia Bytom)은 폴란드의 축구 클럽으로, 비톰을 연고지로 한다. 2011-12 시즌에서 I 리가에 참가하고 있다.

## 성적

### 국내 대회
- 엑스트라클라사 2회 우승 (1954, 1962), 4회 준우승 (1952, 1958, 1959, 1961)
- 폴란드 컵 3회 준우승 (1964, 1973, 1977)

### 국제 대회
- UEFA 인터토토컵 1회 우승 (1965), 1회 준우승 (1964)

## 선수 명단

### 현역
참고: FIFA 자격 규정에 따라 소속된 국가대표팀 국기를 표시합니다. 선수는 복수의 FIFA 비회원국 국적을 가지고 있을 수 있습니다.
| 번호 | 포지션 | 국적 | 이름 |
| ---- | ------ | ---- | ---- |

| 번호 | 포지션 | 국적     | 이름                 |
| ---- | ------ | -------- | -------------------- |
| 19   | FW     | 콜롬비아 | 장 프랑코 사르미엔토 |